# Emilija Turej
Emilija Chalsberijevna Turej (ryska: Эмилия Халсбериевна Турей), född 6 oktober 1984 i Astrachan, Ryska SFSR, är en rysk tidigare handbollsspelare (vänstersexa). Trots att hon är högerhänt hände det att hon ibland spelade som högersexa.

## Klubbkarriär
Emilija Turej började sin handbollskarriär i sin födelsestad Astrachan, med föreningen GK Astrachanotjka. 2005 började hon spela för Slagelse DT i Danmark. Med denna danska klubb blev hon 2007 dansk mästare och vann Champions League. 2008 gick hon över till ligarivalen FC Köpenhamn, som hon var med och vann 2009 Cupvinnarcupen och året efter 2010 den danska cupen. 2010-2011 spelade Turej för den spanska klubben SD Itaxo och vann den spanska ligatiteln. 2011 anslöt hon till ryska GK Rostov-Don men bara för ett år. Sommaren 2012 återvände hon till GK Astrachanotjka men redan under samma säsong anslöt hon till CSM București i december 2013 och spelade där till 2014.

## Landslagskarriär
2003 spelade Turej för det ryska U-landslaget och var med och vann UVM-guld.
Turej mästerskapsdebuterade på seniornivå vid VM 2005 på hemmabana i Ryssland och blev världsmästare. Året efter vid EM 2006 i Sverige var hon med och erövrade silver. Vid VM 2007 i Frankrike blev hon världsmästare med ryska landslaget. Ett år senare var hon med och vann OS-silver 2008 i Peking. Vid EM 2008 i Montenegro vann hon en bronsmedalj. Hon var också med och tog VM-guld 2009 i Kina.
Hon spelade sedan flera mästerskap 2010-2012 utan större framgångar. Sommaren 2012 deltog hon vid OS i London 2012.
Individuellt blev Turej uttagen som vänstersexa i all star team vid VM 2011. Turej spelade 180 landskamper för Ryssland och stod för 613 mål.